# Javier Castrilli
Javier Castrilli (Buenos Aires, 22 de maio de 1957) é um ex-árbitro de futebol argentino.

## Carreira
Castrilli atuou como árbitro da década de 80 até 1998, ganhando o apelido de Sheriff por causa de seu caráter e suas decisões no campo, como cartões vermelhos e amarelos aplicados no jogo inclusive em menores infrações. Ele também esteve diretamente envolvido em muitas controvérsias, principalmente em jogos com o Boca Juniors - em 1995, na partida contra o Vélez Sársfield, expulsou Diego Maradona após reclamações veementes do Pibe de Oro.
No Brasil, é conhecido pela polêmica criada numa partida da semifinal do Campeonato Paulista de 1998, empatada entre Corinthians e Portuguesa em 2 a 2, no Estádio do Morumbi. A controvérsia se prende a marcação de um pênalti inexistente (a bola tocou no peito do zagueiro César, mas Castrilli entendeu que o atleta havia usado o braço para interceptar o cruzamento de Fernando Diniz) a favor do Corinthians, convertido por Freddy Rincón, que eliminou a Portuguesa da final.
Participou também da Copa de 1998 na França, no Campeonato Mundial de Futebol Sub-20 de 1995 no Qatar, o Campeonato Mundial de Futebol Sub-17 de 1993 no Japão, da Copa das Confederações de 1997 em Riad e também na Copa América de 1995, no Uruguai.
Na política, Castrilli foi titular da subsecretaria de segurança em eventos de futebol, cuja renúncia formal foi feita em 13 de agosto de 2008.
Em outubro de 2008, aceitou o cargo de Diretor de Esportes oferecido pelo prefeito interino de Pinamar, Rafael de Vito, a substituição do destituído Roberto Porretti tendo renunciado em 10 de agosto de 2009 em desacordo com os critérios utilizados para as políticas implementadas.
Em 27 de janeiro de 2010, sofre um ataque cardíaco enquanto dirigia seu carro. Foi internado em um hospital na região de Saavedra.